# الرابطة البرلمانية 2012–13
الرابطة البرلمانية 2012–13 (بالإنجليزية: 2012–13 Isthmian League)‏ هو موسم من دوري إسثميان، وهو دوري للأندية شبه المحترفة في إنجلترا، كان عدد الأندية المشاركة فيه 66، وفاز فيه نادي وايتهوك.